# سید هادی کیا
سید هادی کیا دومین پادشاه سلسله کارکیاییان در بیه پیش، گیلان بود. او که فرزند امیر کیای ملاطی بنیان‌گذار این سلسله بود و در تنکابن حکومت می‌کرد پس از برادرش سید علی کیا از راه رسید و بیه پیش را از دست برادرانش در آورد، بر رانکوه و لاهیجان مسلط شد و زمین‌های بیه پیش را دوباره به گونه‌ای که می‌خواست بین افراد تقسیم کرد.

## فتح تنکابن
در ۷۶۹ سید رکابزن کیا، از فرزندان کیا ابوالحسن مشهور به المؤید باللّه، بر تنکابن و قسمتی از دیلمستان مانند شیرود و هزار حکمرانی می‌کرده و بسیاری از اهالی مانند او شیعه زیدی بوده‌اند. در ۷۸۹، عده‌ای از سادات گیلان به دستور امرای گیلانی، از جمله امرای ناصرود، کشته شدند. در پی این واقعه، سیدهادی کیا با نزدیکان و یاران خود به سمت تنکابن رفت و در «دژ تنکا» پناه گرفت. این امر موجب شد تا امرای ناصرود که در پی سادات بودند، به حدود تنکابن حمله و خانه‌ها را غارت کرده، آتش بزنند. سیدهادی کیا در سال ۷۹۶ـ۷۹۷ فرمانروای تنکابن شد. وی در تقسیم ولایت بیه پیش، فرزندش، سیدیحیی کیا، را به تنکابن گسیل کرده، ملک موروثی خود را به او واگذار کرد.
سید علی کیا پس از حمله به تنکابن با پشتیبانی قوام الدین مرعشی با فرزند رکابزن جنگید و پیروز شد و بر تنکابن مسلط گردید. به این ترتیب حکومت سادات کیا در سال ۷۶۹ ق/ ۱۳۶۷م آغاز گردید. سیدعلی، تنکابن را به سید هادی کیا سپرد و به جنگ با همسایگان پرداخت. وی توانست مناطق لشت نشا، کوهدم، قلعه شمیران، طارم، دیلمستان و قزوین را تصرف کند. سید علی کیا سرانجام در جنگی که با امرای بخش غربی گیلان داشت در سال ۷۹۱ق/۱۳۸۸م به همراه برادر و دو پسر و بسیاری از سادات در رشت کشته شد.

## رسیدن به حکومت کیایی
از این رو فرزندان سید علی و سید مهدی کیا یعنی برادرزاده‌های سید هادی کیا ادعا کردند چون از ابتدای آمدن سادات امیر کیایی (در سال۷۶۷هجری یعنی کمتر از پانزده سال) این زمین‌ها توسط پدرانشان فتح شده بود، پس ملک موروثی آنان بوده و باید به آنان پس داده شود و جنگ‌های خانوادگی در این خاندان شروع شد. در همین رابطه آنان در سال ۷۸۱هجری یعنی ۱۴ سال پس از فتح گیلان به دست امیر کیایی‌ها، برای سید هادی کیا یعنی عموی خود پیغام فرستادند: «نزد سید هادی کیا پیغام دادند که هر چند عین گستاخی و بی ادبی است اما توقع از غایت عطوفت شما آن است که عنایت فرموده، ملک موروثی ما را بدین فرزندان خود مسلم فرمایید وبند گان را نا امید نگردانید تا آنچه وظایف خدمات و عبودیات است به تقدیم رسانید آید» . ادعای ملک موروثی توسط سید هادی کیا یعنی فاتح بعدی وحاکم فعلی نیز به همان استدلال و استناد فرزندان سید علی وسید مهدی کیا استوار بود. چرا که سید هادی کیا نیز استدلال می‌کرد که این زمین‌ها پس از اشغال بیه پسیان، عقیم مانده و او بود که دوباره به ضرب تیر وشمشیر از طایفهٔ ناصرودان و بیه پسیان باز پس گرفته‌است. او در پاسخ فرزندان برادران خود عکس‌العمل نشان داد:«چون این سخن به سمع اشرف سید هادی کیا رسید، غضب فرمود واشارت کرد که ملک عقیم است ومن این ولایت را به ضرب تیر وشمشیر از مردم بیه پس و ناصرود ستانده‌ام و از آن خود می‌دانم و شما هر یکی را نیر فراخور نصیبی داده‌ام. بیش از این توقع نمودن مناسب نمی‌نماید. باید که از این خیال بگذرند» . بدین ترتیب حکام و والیان منبع اصلی قدرت و از آن طریق منبع ثروت به حساب می‌آمدند و تقسیم این دو عنصر در سلسله مراتب قدرت نیز به عهدهٔ آن‌ها بود. دراینجا طبقات و نهادهای مستقل از قدرت وجود نداشت که بتوانند بر قدرت مستقیماً تأثیر بگذارند و اصولاً منطق کسانی که می‌توانند در این دوره از گیلان بر قدرت تأثیر بگذارند نیز همان منطق واستدلال قدرت فائقه بود.
در ۸۰۶ خواندمیر به ولایت تنکابن اشاره کرده و در ۸۱۶ مرعشی از حکمرانی سیدداوود کارکیای تنکابنی، فرزند سیدهادی کیا، در تنکابن یاد کرده‌است (۱۳۶۳ ش، ص ۴۷۰ـ۴۷۱).